# Live Is Life
Singles de Opus
Flyin' High
(1982) Flyin' High (live version)
(1985)
Live Is Life est une chanson du groupe autrichien Opus extrait de leur cinquième album studio Live Is Life. Le titre est sorti le 9 septembre 1984.
La chanson est enregistrée en public lors d'un concert donné à Oberwart. Le groupe a, par la suite, réenregistré ce morceau en 1994 sous le titre The Power of Live is Life avant de le décliner en version rock et reggae en 2008.
La chanson a été reprise dès 1985 par le groupe italo disco Stargo, produit par Roberto Zanetti. Cette version se classe dans le Top 50 simultanément avec celle d'Opus et monte jusqu'à la 10e place.
En 1985 toujours, le chanteur québécois René Simard fait une version en français sous le titre Chante la la la.
En 2002, c'est au tour de Hermes House Band et DJ Ötzi de reprendre avec succès Live is Life (2e en France, 5e en Belgique).
Le groupe slovène de musique industrielle Laibach revisite quant à lui le morceau en 1987, le retitrant Leben heißt Leben sur son album Opus Dei et Life is Life en single.

## Liste des pistes
- 7" single en 1984

1. Live Is Life — 4:15
2. Again and Again — 3:51

- 7" single en 1985

1. Live Is Life — 4:15
2. Up and Down — 3:49

- CD maxi single en 1994

1. The Power of Live Is Life (Bingoboys Radio Mix) — 3:58
2. Live Is Life (Original Version) — 5:06
3. The Power of Live Is Life (Bingoboys Club Mix) — 6:33
4. Live Is Life (Radio Version) — 3:16

- CD single en 2008

1. Live Is Life 08 (Reggae Version) — 4:17
2. Live Is Life 08 (Rock Version) — 3:38

- CD maxi single en 2008

1. Live Is Life 08 (Reggae Version) — 4:17
2. Live Is Life 08 (Rock Version) — 3:38
3. Live Is Life 08 (Reggaeton Version) — 3:56
4. Touch the Sky — 3:47

## Classements
| Classement (1985–1986)                 | Meilleure position |
| -------------------------------------- | ------------------ |
| Afrique du Sud (Radio Springbok)       | 2                  |
| Allemagne (Media Control AG)           | 1                  |
| Autriche (Ö3 Austria Top 40)           | 1                  |
| Belgique (Flandre Ultratop 50 Singles) | 2                  |
| Belgique (Flandre VRT Top 30)          | 2                  |
| Canada (CHUM)                          | 1                  |
| Canada (RPM 100 Singles)               | 7                  |
| Espagne (AFYVE)                        | 1                  |
| États-Unis (Billboard Hot 100)         | 32                 |
| États-Unis (Cash Box)                  | 35                 |
| France (SNEP)                          | 1                  |
| Irlande (IRMA)                         | 4                  |
| Italie (FIMI)                          | 6                  |
| Norvège (VG-lista)                     | 2                  |
| Pays-Bas (Nederlandse Top 40)          | 3                  |
| Pays-Bas (Single Top 100)              | 3                  |
| Royaume-Uni (UK Singles Chart)         | 6                  |
| Suède (Sverigetopplistan)              | 1                  |
| Suisse (Schweizer Hitparade)           | 2                  |

| Classement (1985)             | Position |
| ----------------------------- | -------- |
| Allemagne (Media Control AG)  | 1        |
| Autriche (Ö3 Austria Top 40)  | 4        |
| Canada (RPM Top 100 Singles)  | 82       |
| Italie (FIMI)                 | 38       |
| Pays-Bas (Nederlandse Top 40) | 48       |
| Pays-Bas (Single Top 100)     | 47       |
| Suisse (Schweizer Hitparade)  | 1        |

| Classement (1986)            | Position |
| ---------------------------- | -------- |
| Canada (RPM Top 100 Singles) | 78       |

## Certifications
| Pays        | Certification | Date               | Ventes certifiées |
| ----------- | ------------- | ------------------ | ----------------- |
| Allemagne   | Or            | 1985               | 250 000           |
| Canada      | 2 × Platine   | 11 mars 1986       | 20 000            |
| Royaume-Uni | Argent        | 1er septembre 1985 | 200 000           |

## Reprises
- Le collectif slovène Laibach a inclus deux versions dans son album Opus Dei (1987), l'une en anglais comme chanson titre, l'autre en allemand intitulée Leben heisst Leben.
- En 2007, on trouve cette chanson dans La Face cachée de Bernard Campan (scène du mariage).
- En 2014, on trouve cette chanson dans la bande originale du long métrage Pas son genre de Lucas Belvaux (source : générique).
- En avril 2016, la chanteuse américaine Sofia Carson utilise la mélodie de la chanson pour son premier single Love Is The Name. Pour l’occasion, la mélodie est remixée pour offrir un son plus moderne et aux sonorités latino[34].
- En 2017, on trouve quelques notes de la chanson dans la publicité télévisée de Laforêt immobilier mise en scène par Maxime Giroud[35]